# Estació de Vicálvaro
Vicálvaro és una estació ferroviària espanyola situada en el districte de Vicálvaro a Madrid. Forma part de les línies C-2 i C-7 de Rodalies Madrid.
Ofereix una connexió amb l'estació de Puerta de Arganda de la Línia 9 del Metre de Madrid situada sota les vies de l'estació de tren formant un bescanviador de transport entre trens de rodalia i metro.
L'estació es troba en el punt quilomètric 011,162 de la línia fèrria d'ample convencional que uneix Madrid amb Barcelona a 653 metres d'altitud.

## Història
El 1859, la companyia MZA va completar el tram Madrid-Guadalajara de la línia fèrria que uniria Madrid amb Saragossa que incloïa una estació en el que llavors era un municipi independent de Madrid, el poble de Vicálvaro. En 1941, la nacionalització del ferrocarril a Espanya va suposar la integració de la companyia en la recentment creada RENFE.
Amb la reordenació de les unitats de negoci de RENFE i el naixement de Rodalies Renfe, Vicálvaro es va convertir en una estació del nucli de Rodalies Madrid que formava part inicialment de les línies C-1, C-2 i C-7, que recorrien el Corredor de l'Henares connectant el ja llavors districte de Madrid amb les localitats veïnes de Coslada, Sant Fernando d'Henares, Torrejón d'Ardoz o Alcalá d'Henares i també amb el districte veí de la Vila de Vallecas, Entrevías i l'estació d'Atocha.
Des del 31 de desembre de 2004 Renfe Operadora explota la línia mentre que Adif és la titular de les instal·lacions ferroviàries.

## Serveis ferroviaris
L'estació forma part de les línies C-2 i C-7 de la xarxa de Rodalies Madrid.